# François Franck
François Franck (Antwerpen, 1904. szeptember 14. – ?, 1965. augusztus 6.) belga jégkorongozó, olimpikon.

## Pályafutása
Először olimpián az 1924. évi téli olimpiai játékokon a jégkorongtornán vett részt a belga csapatban. Első mérkőzésükön súlyos vereséget szenvedtek az amerikaiaktól 19–0-ra. Következő mérkőzésen szintén súlyos vereséget szenvendtek el a britektől, 19–3-ra kaptak ki. Utolsó csoport mérkőzésükön a franciáktól kaptak ki egy szoros mérkőzésen 7–5-re.
Az 1928. évi téli olimpiai játékokon visszatért a jégkorongtornára a belga csapatban. Az A csoportba kerültek. Az első mérkőzésen kikaptak a britektől 7–3-ra, majd 3–2-re győztek a magyar válogatott ellen. Az utolsó csoport mérkőzésükön legyőzték a franciákat 3–1-re. A csoportból csak az első helyezett brit csapat jutott tovább. A belga csapat a második lett. Összesítésben az 5.
A klubcsapata az antwerpeni CPA volt.